# Tempestade tropical Debby (2006)
A tempestade tropical Debby foi o quinto ciclone tropical da temporada de furacões no Atlântico de 2006. Formou-se próximo à costa ocidental da África em 21 de agosto daquele ano, a partir de uma onda tropical. Após passar a cerca de 220 km ao sul de Cabo Verde, o sistema seguiu uma trajetória em sentido noroeste durante quase toda sua existência. Atingiu seu pico de intensidade com ventos constantes de 85 km/h em duas ocasiões. Mas depois se enfraqueceu devido ao ar seco e aos fortes ventos de cisalhamento que enfrentou em seu caminho. Debby dissipou-se em 26 de agosto, apenas cinco dias após ter se formado, sobre a porção norte do Oceano Atlântico.
No começo de sua ciclogênese, os meteorologistas acreditavam que Debby passaria sobre a parte sul do arquipélago de Cabo Verde como uma tempestade tropical. Teria então potencial para causar chuvas torrenciais e grande enchentes, que poderiam ameaçar a população local, o que motivou o governo cabo-verdiano a emitir um aviso de tempestade tropical. Também foi previsto pelos especialistas do Centro Nacional de Furacões dos Estados Unidos que Debby se desenvolveria ainda mais, e alcançaria o status de furacão. Mas estas previsões não se concretizaram. E somente quando o fenômeno estava a cerca de 185 km a sudoeste do país, ainda com força de depressão, é que seus efeitos foram sentidos. Houve rajadas de vento de 56 km/h na Ilha do Fogo, e algumas chuvas, mas nenhum dano material, feridos ou mortos foram relatados.

## História meteorológica

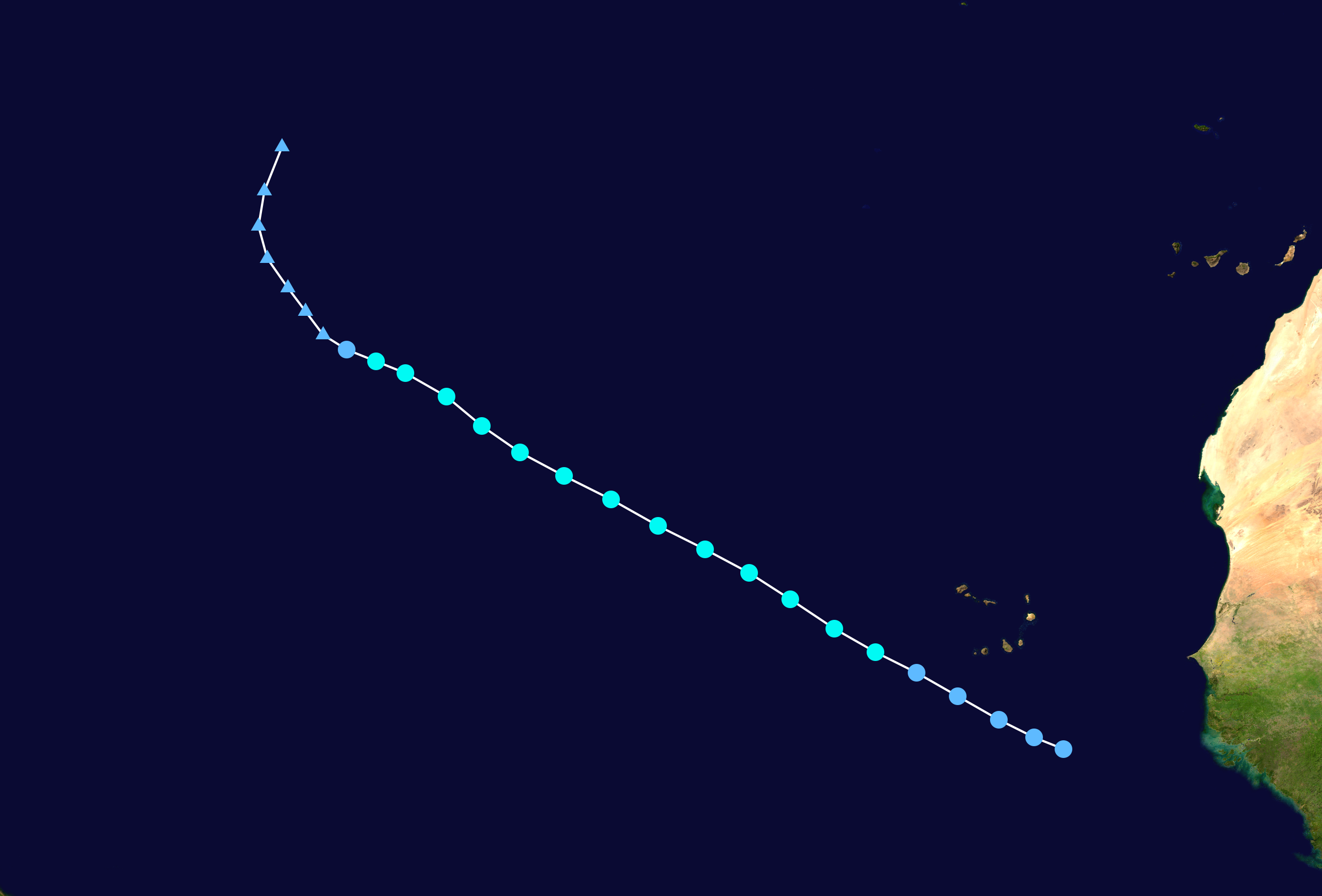
Debby se originou ao sul de Cabo Verde, e seguiu em sentido noroeste durante quase todo seu ciclo de vida

Uma forte onda tropical surgiu na costa ocidental da África em 20 de agosto de 2006, e quase que imediatamente desenvolveu muitas áreas de convecção e uma grande circulação. No dia seguinte, uma ampla área de baixa pressão formou-se dentro da onda, enquanto estava localizada a 420 km a sudeste de Cabo Verde. Embora as áreas de convecção tenham diminuído em 21 de agosto, a de baixa pressão continuou bem definida, e o sistema tornou-se a "depressão tropical Quatro" no final daquele dia. A temperatura da superfície do mar permaneceu morna o suficiente para que o desenvolvimento ciclônico continuasse. Ao mesmo tempo, os ventos de cisalhamento de altos níveis eram mínimos, enquanto o fenômeno deslocava-se para oeste-noroeste devido a uma crista de alta pressão ao norte. As previsões iniciais do Centro Nacional de Furacões dos Estados Unidos (em inglês: National Hurricane Center, NHC) também apontavam um movimento para noroeste baseado em modelos de previsão consistentes, muito embora, como dito pelo meteorologista James Franklin, "os modelos também têm sido excelentes fontes de erros".
Apesar de uma diminuição nas áreas de convecção logo depois de sua formação, a grande depressão continuava bem definida, com um campo de ventos de 925 km de diâmetro. Em 22 de agosto, enquanto o fenômeno passava a 225 km ao sul de Cabo Verde, as áreas de convecção profunda se desenvolveram perto do centro da circulação, e no começo da madrugada de 23 de agosto, a depressão evoluiu e tornou-se a tempestade tropical Debby a cerca de 555 km a sudoeste de Cabo Verde. As bandas de tempestade continuaram a se organizar a medida que o sistema lentamente se fortalecia. No mesmo dia, Debby alcançou seu pico de intensidade com ventos constantes de 85 km/h sobre as águas abertas do Oceano Atlântico. Meteorologistas previram que a tempestade continuaria a se fortalecer e alcançaria a força de um furacão, já que, segundo eles, seguiria para uma área com águas mornas e ventos de cisalhamento moderados.

A depressão tropical Quatro a sudeste de Cabo Verde

Mas ao contrário das previsões, pouco depois de alcançar seu pico de intensidade, Debby encontrou uma área de ar seco e logo começou a se enfraquecer. A circulação ciclônica de baixos níveis começou a se separar das áreas de convecção que estavam diminuindo enquanto o sistema como um todo continuava a seguir para oeste-noroeste. As áreas de convecção começaram a se desenvolver novamente sobre uma parte do centro do sistema enquanto as bandas de tempestade também continuaram a se desenvolver. Em 24 de agosto, a tendência de organização continuou e Debby alcançou novamente o pico de intensidade com ventos constantes de 85 km/h. Ventos de cisalhamento meridionais retiraram as áreas de convecção para o norte do centro do sistema e Debby enfraqueceu-se para uma tempestade tropical mínima em 25 de agosto. O centro da tempestade ficou assimétrico e alongado e em 26 de agosto, Debby enfraqueceu-se para uma depressão tropical. As áreas de convecção continuaram mínimas e a tempestade rapidamente se degenerou para uma área de baixa pressão remanescente. O que restou do fenômeno começou a seguir para o norte e para norte-nordeste em direção a um cavado que se aproximava. Em 28 de agosto, a área de baixa pressão remanescente se dissipou.

## Preparativos e impacto
O governo de Cabo Verde emitiu um aviso de tempestade tropical assim que foi divulgado o primeiro relatório sobre a depressão tropical Quatro. Esperava-se que o sistema se intensificasse nas próximas 24 horas, justamente quando estivesse sobre o arquipélago. O Centro Nacional de Furacões também previu chuvas torrenciais, de mais de 250 mm em áreas montanhosas e que poderiam causar grandes enchentes e deslizamentos de terra, ameaçando a população local. Entretanto, devido ao desenvolvimento das áreas de convecção mais ao sul, os avisos de tempestade foram cancelados assim que Debby passou a sudoeste das ilhas. Enquanto o fenômeno estava a cerca de 185 km a sudoeste de Cabo Verde, a depressão produziu uma rajada de vento de 56 km/h na Ilha do Fogo, e algumas chuvas, mas nenhum dano material, pessoas feridas ou mortas foram registrados.
Previsões a longo prazo mencionavam a possibilidade de Debby se aproximar de Bermudas, mas a tempestade manteve-se a uma distância mínima de 1 450 km das ilhas. E embora fosse previsto que o sistema permaneceria sempre muito distante do Golfo do México, houve um aumento de 60 centavos de dólar no preço do barril de petróleo cru. Essa subida foi causada pelo temor dos investidores de que a tempestade provocasse danos em instalações petrolíferas.